# Allium sannineum
Allium sannineum là một loài thực vật có hoa trong họ Amaryllidaceae. Loài này được Gomb. mô tả khoa học đầu tiên năm 1937.